# Joost Hage

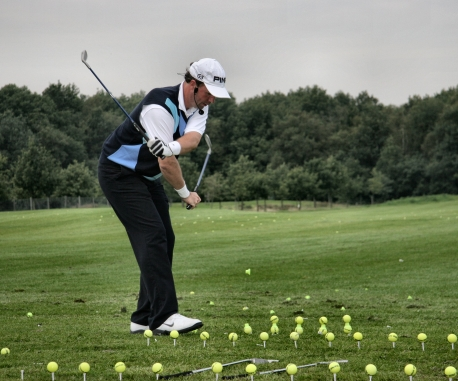
Met twee clubs slaan

Joost Hage (Laag-Keppel, 3 september 1963) is een Nederlandse golfprofessional. Hij is bekend om zijn golftrickshows.

## Golfspeler
Op 13-jarige leeftijd komt Joost Hage in contact met de golfsport en in 1977 wordt hij lid van de Keppelse Golfclub, waar een 9-holesbaan is. In 1978 wordt hij lid van de Rosendaelsche Golfclub, waar 18 holes zijn. Met hun scratch team wordt hij Kampioen van Nederland.
Hij wordt Nederlands jeugdkampioen in 1981. Ook wordt hij opgenomen in het Nederlands Junior Team. Van 1979 tot 1982 zit Hage in het Nationale Team waarmee hij ook in het buitenland wedstrijden speelt. In 1982 wint hij het Nationaal Open voor amateurs en professionals en in 1983 wordt hij professional.

## Golftrickshow
Al jaren specialiseert Hage zich in het geven van golfshows, waarbij het gaat om een combinatie van ogenschijnlijk onmogelijke shots, humor en instructie. De muziek wordt specifiek voor hem gecomponeerd door Aristakes Jessayan.
In 2006 Joost Hage mee aan het tweede World Free Style Golf Championships in Hanbury Manor, Hertfordshire, Engeland, waar hij als 5de eindigde. Er waren twaalf landen vertegenwoordigd. Winnaar in 2005 was de Engelse golfprofessional Paul Barrington. In 2007 heeft het evenement niet plaatsgevonden, in 2008 zal het in Spanje zijn.